# Igor Fjodorovič Stal
Igor Fjodorovič Stal (rusko Егор Фёдорович Сталь; nemško Georg Johann von Staal), ruski general baltsko-nemškega rodu, * 1777, † 1862.
Bil je eden izmed pomembnejših generalov, ki so se borili med Napoleonovo invazijo na Rusijo; posledično je bil njegov portret dodan v Vojaško galerijo Zimskega dvorca.

## Življenje
1. januarja 1785 je vstopil v konjeniški polk; v letih 1792-94 je prostovoljsko služil v ruski vojni mornarici. 1. januarja 1796 je bil kot stotnik premeščen v Astrahanski grenadirski polk. Leta 1802 je bil odpuščen iz vojaške službe s činom podpolkovnika, a je bil že naslednje leto aktiviran. 
V letih 1805 in 1806-07 se je boril proti Francozom ter bil 12. decembra 1807 premeščen v Pavlogradski huzarski polk. 13. avgusta 1811 je bil povišan v polkovnika. 
Med veliko patriotsko vojno se je odlikoval tako, da je bil 15. septembra 1813 povišan v generalmajorja in 25. decembra 1815 je postal poveljnik 4. dragonske divizije.
Upokojen je bil 17. februarja 1816.